# Loki (televizijska serija)
Loki je američka televizijska serija koju je stvorio Michael Waldron za Disney+.
Temelji se na istoimenom liku iz stripa Marvel Comics, serija je smještena u Marvel Cinematic Universeu (MCU), u kontinuitetu s filmovima u franšizi, a odvija se nakon događaja iz filma Osvetnici: Završnica. Seriju producira Marvel Studios, a Waldron je voditelj i izvršni producent.
Loki je objavljen 9. lipnja 2021. na Disney+-u. Prva sezona je radnjom smještena u četvrtoj fazi MCU-a. U srpnju 2021. je potvrđena druga sezona.

## Radnja
Nakon krađe Teserakta tijekom događaja Osvetnici: Završnica, alternativnu verziju Lokija bude privedena od strane "Time Variance Authority" (TVA), organizacija koja postoji izvan prostor-vremena i prati vremenske crte. TVA nudi Lokiju dvije opcije: biti izbrisan iz postojanja, jer je on vremenska varijanta, ili im pomoći da zaustave opasnu prijetnju. Loki se našao u avanturi koja će ga dovesti do putovanja kroz prostor i vrijeme.

## Pregled serije
| Sezona | Sezona | Epizoda | Datum objavljivanja | Datum završetka  |
| ------ | ------ | ------- | ------------------- | ---------------- |
|        | 1      | 6       | 9. lipnja 2021.     | 14. srpnja 2021. |
|        | 2      | 6       | 2022.               | -                |

| 1. Glorious Purpose 2. The Variant 3. Lamentis 4. The Nexus Event 5. Journey into Mystery 6. For All Time. Always. |

## Glumačka postava
- Tom Hiddleston kao Loki / Predsjednik Loki: Bog obmane i Thorov posvojeni brat. Ova verzija Lokija stvorila je novu vremensku crtu u Osvetnici: Završnica i nije doživjela događaje Thor: Svijet tame i Thor: Ragnarok, u kojoj se iskupio za svoje zločine prije nego što je umro u filmu Osvetnici: Rat beskonačnosti.[2]
- Gugu Mbatha-Raw kao Ravonna Renslayer: Bivši TVA Lovac "A-23" koja je postala ugledni sudac. Ona nadgleda Lokijev slučaj.
- Wunmi Mosaku kao Hunter B-15: Visoko rangirani lovac TVA odlučila je zaustaviti varijantu koja je ubijala TVA trupe zvane Minutemen.
- Eugene Cordero kao Casey: TVA recepcionar.
- Tara Strong glas Miss Minutes: Animirana antropomorfna maskota sata TVA.
- Owen Wilson kao Mobius M. Mobius: Agent TVA koji se specijalizirao za slučajeve koji uključuju najopasnije vremenske kriminalce.
- Sophia Di Martino kao Sylvie: Ženska varijanta Lokija koja napada "Svetu vremensku liniju" i ima čarobne moći. Ona je odbila se zvati se Loki i koristi Sylvie kao pseudonim.
- Sasha Lane kao Hunter C-20: TVA lovac koja je oteta i očarana od strane Sylvie, kako bi otkrila lokaciju Čuvara vremena.
- Jack Veal kao Kid Loki: Mlada varijanta Lokija koji je stvorio Nexus događaj ubivši Thora i smatra se kraljem Void-a (Praznine).
- DeObia Oparei kao Boastful Loki: Varijanta Lokija koja se hvali svojim postignućima.
- Richard E. Grant kao Classic Loki: Starija Lokijeva varijanta koja je lažirala svoju smrt kako bi izbjegla da ga Thanos ubije i odlučio je živjeti samačkim životom. Ovaj Loki ima sposobnost dočarati veće, razrađenije iluzije od Lokija.
- Jonathan Majors kao He Who Remains: Znanstvenik iz 31. stoljeća koji je stvorio TVA kako bi spasio Vremensku liniju od svojih zlih varijanti.

## Vanjske poveznice
- Službena stranica na marvel.com (engl.)
- Službena stranica na Disney+
- Loki u internetskoj bazi filmova IMDb-a (engl.)